# Карабалыкский район
Карабалы́кский райо́н (каз. Қарабалық ауданы, до 1997 года — Комсомо́льский) — административно-территориальная единица в Костанайской области Казахстана. Административный центр — посёлок Карабалык.
С 1963 по 1997 гг. район назывался Комсомольский, а посёлок Карабалык — Комсомолец.

## Физико-географическая характеристика

### Географическое положение
Карабалыкский район расположен на северо-западе Костанайской области. Район граничит на востоке с Фёдоровским районом, на юге, западе и севере — с Челябинской областью России. Протяжённость района с севера на юг — 118 км, с запада на восток — 75-95 км, площадь территории — 686 230 гектаров.

### Климат
Климат резко континентальный. Средние температуры: января — −18°С, июля — 18°С. Среднегодовое количество осадков — 300—350 мм. По территории района протекает реки Уй и её приток Тогузак. В районе свыше 90 озёр.
| Показатель              | Янв.  | Фев.  | Март | Апр. | Май  | Июнь | Июль | Авг. | Сен. | Окт. | Нояб. | Дек.  | Год |
| ----------------------- | ----- | ----- | ---- | ---- | ---- | ---- | ---- | ---- | ---- | ---- | ----- | ----- | --- |
| Средняя температура, °C | −15,1 | −14,6 | −7,3 | 5,2  | 13,5 | 19,3 | 20,2 | 18,1 | 11,9 | 4,3  | −5,7  | −12,6 | 3,1 |
| Норма осадков, мм       | 18    | 15    | 18   | 22   | 35   | 52   | 66   | 42   | 29   | 29   | 23    | 20    | 368 |
| Источник:               |       |       |      |      |      |      |      |      |      |      |       |       |     |

### Флора и фауна
Почва состоит из обыкновенного чернозёма. Значительную часть территории занимают сосновые, вязовые, кленовые, тополевые леса. Из животных обитают лось, косуля, кабан, волк, лиса, корсак, барсук, суслик, заяц, несколько видов мышей; из птиц — гусь, лебедь, беркут, коршун, журавль, цапля и другие. В реках и озёрах водятся карась, щука, ёрш, окунь, лещ, линь, язь и другие.
Разведаны запасы железной руды, золота, огнеупорных глин и другие.

## История
17 января 1928 года был образован Кустанайский округ и Карабалыкский район округа. В 1929 году в районе было 26 906 жителей.
На 1 января 1940 года в районе кроме посёлка Бурли было 105 населённых пунктов, 9 аулсоветов, 6 сельсоветов, 2 поселковых совета рабочих посёлков, население района было более 26 тысяч человек. Из технических средств связи было два телеграфа и 83 телефона. В полукилометре от посёлка Бурли было лётное поле, там садились самолёты, в районе 3 железнодорожные станции — Тогузак, Магнай, Тамерлан. Действовали: опытная станция, техникум, училище. Имелся детский дом. Сеть культпросвет-учреждений — 14 клубов, 17 изб-читален, 13 красных уголков, 6 библиотек, 15 школ, 3 совхоза, 23 колхоза и 4 элеватора. Тогда же в районе появились первые детские сады и ясли, была аптека и больница, 3 врачебные амбулатории и 8 фельдшерских пунктов.
В Великой Отечественной войне погибло более 2,2 тысяч жителей района. 13 октября 1941 года было принято решение об эвакуации из подмосковного Егорьевска завода «Комсомолец» на центральную усадьбу Кустанайского зерносовхоза, в конце 1941 года первая его продукция — артиллерийское вооружение пошла на фронт. В годы войны Карабалыкский район шефствовал над Людиновским районом Орловской области, жителям которого оказывалась различная материальная помощь. Тогда же жителями Карабалыкского района на строительство танковой колонны было собрано около 16 млн рублей.
После передислокации завода «Комсомолец» назад в Егорьевск на его базе образован механический завод (с 1945 года Тогузакский механический завод имени 25 лет Казахской ССР), а с 1942 года усадьба Кустанайского зерносовхоза получила название «Комсомолец». На территорию района во время войны прибыли выселенные из западной части страны — немцы, чеченцы, ингуши.
В 1946 году в районе было два рабочих посёлка и 17 сельсоветов, 26 колхозов и два совхоза, опытная станция, сортоиспытательный селекционный участок, в то время в районе проживало 19 509 человек. Площадь территории района — 604 тысяч га.
Во время периода освоения целинных и залежных земель в 1954 году были заложены совхозы «Славянский», «Урнекский», в 1955 году совхозы «Победа», «Есенкольский». В концу 1954 года в район прибыло около трёх тысяч юношей и девушек со всего СССР.
В 1956 году из Кустанайского совхоза была выделена Комсомольская птицефабрика. Герой Социалистического Труда Борис Ильич Брунштейн стал первым директором птицефабрики. Работали Комсомольское и Михайловское училища механизации, Надеждинский щебзавод, Терентьевский маслозавод, Тогузакский механический завод, Бобровский и Бускульский карьеры, Комсомольское автотранспортное предприятие. Кроме районной газеты, в Урнекском и Кустанайском совхозах выходили ещё и две «многотиражки».
12 июня 1959 года к Карабалыкскому району были присоединены Карабалыкский, Есенкульский и Славенский поссоветы упразднённого Пешковского района.
В 1963 году население района более 63 тысяч человек, райцентр переносится в посёлок Комсомолец и район переименовывается в Комсомольский.
17 июня 1997 года указом президента Казахстана Комсомольскому району было возвращено название Карабалыкский район.

## Население
Национальный состав (на начало 2023 года):
- русские — 8 565 чел. (34,93 %)
- казахи — 8 477 чел. (34,57 %)
- украинцы — 3 862 чел. (15,75 %)
- немцы — 1 417 чел. (5,78 %)
- белорусы — 581 чел. (2,37 %)
- татары — 577 чел. (2,35 %)
- башкиры — 227 чел. (0,93 %)
- армяне — 122 чел. (0,50 %)
- азербайджанцы — 84 чел. (0,34 %)
- мордва — 70 чел. (0,29 %)
- марийцы — 65 чел. (0,27 %)
- молдаване — 64 чел. (0,26 %)
- поляки — 53 чел. (0,22 %)
- удмурты — 53 чел. (0,22 %)
- чуваши — 54 чел. (0,22 %)
- чеченцы — 50 чел. (0,20 %)
- корейцы — 20 чел. (0,08 %)
- узбеки — 12 чел. (0,05 %)
- коми-пермяки — 12 чел. (0,05 %)
- таджики — 11 чел. (0,04 %)
- литовцы — 10 чел. (0,04 %)
- киргизы — 9 чел. (0,04 %)
- ингуши — 9 чел. (0,04 %)
- грузины — 9 чел. (0,04 %)
- уйгуры — 8 чел. (0,03 %)
- евреи — 8 чел. (0,03 %)
- турки — 7 чел. (0,03 %)
- туркмены — 6 чел. (0,02 %)
- другие — 57 чел. (0,23 %)
- Всего — 24 522 чел. (100,00 %)

## Административно-территориальное деление
В Карабалыкский район входит 8 сельских округов, 4 сельских и 1 поселковая админтстрация , в составе которых находится 34 села и 1 поселок: 
| Сельский округ/посёлок      | Площадь, га | Население, 2021 | Населённые пункты |
| Белоглинский сельский округ | 18 520      | 1 695           | село Белоглинка, село Научное, село Святославка                                                                                                  |
| Село Босколь                | 49 700      | 1 415           | село Босколь |
| Село Бурли                  | 9 346       | 772             | село Бурли |
| Село Лесное                 | 19 981      | 540             | село Лесное |
| Посёлок Карабалык           | 3 736       | 10 966          | посёлок Карабалык |
| Кособинский сельский округ  | 58 842      | 704             | село Кособа, село Октябрьское, село Славенка |
| Тогузакский сельский округ  | 61 673      | 3 060           | село Тогузак,село Веренка, село Надеждинка, село Ворошиловка, село Гурьяновское, село Сарыколь, село Целинное, село Ельшанское, село Котлованное |
| Михайловский сельский округ | 50 394      | 915             | село Михайловка, село Терентьевка, село Лесное                                                                                                   |
| Новотроицкий сельский округ | 46 038      | 1 177           | село Новотроицкое, село Магнай, село Подгородка, село Аккудук                                                                                    |
| село Победа                 |             | 343             | село Победа |
| Смирновский сельский округ  | 41 000      | 1 027           | село Смирновка, село Рыбкино |
| Станционный сельский округ  | 43 138      | 1 617           | село Станционное, село Шадыксаевка, село Приуральское, село Фадеевка                                                                             |
| Урнекский сельский округ    | 44 061      | 608             | село Приречное, село Урнек |

## Известные люди района
Иван Павлович Щеголихин — Народный писатель Казахстана, член Союза писателей СССР (с 1958 года), депутат Верховного Совета и Сената Парламента Республики Казахстан, почётный гражданин Карабалыкского района.
Адильбек Рыскельдинович Джаксыбеков — государственный деятель Республики Казахстан, нынешний аким города Астана (с 2014 года). Кандидат экономических наук.
Трём жителям района присвоено звание Героя Советского Союза:
- посмертно, уроженец с. Новотроицкое Пётр Филиппович Надеждин[15];
- посмертно, житель с. Босколь Сергей Васильевич Нечипуренко;
- уроженец с. Босколь Пётр Васильевич Чигадаев[16].

Звание Героев Социалистического Труда получили:
- А. А. Пак — директор Кустанайского зерносовхоза;
- С. Карбенов — директор Бурлинской МТС;
- И. А. Клименко — бригадир тракторной бригады;
- Н. Ф. Пастухов — бригадир полеводческой бригады Станционного совхоза;
- Дамиля Жаксалыкова — свинарка;
- В. Г. Савостин — директор опытной станции;
- Л. Пименова — агроном-селекционер;
- Н. А. Пономарёв — первый секретарь райкома партии.